# سويداوات
السويداوات (الاسم العلمي:Suaedoideae) هي أسرة من النباتات تتبع فصيلة القطيفية من الرتبة القرنفليات.

## الوصف
تمتلك السويداوات أوراق متطورة. باستثناء جنس الطحماء (الاسم العلمي:Bienertia)، والأوراق تظهر كحزم وعائية مركزية وجانبية كثيرة. الأوراق ليست متجه للأسفل ولا ملتفة الساق.
والنورات ذات إزهرار سنمي إبطي. الزهور تستند إلى آباط من القنابات، مع قنيبات جانبية. يتكون غلاف الزهرة من 5 تيبالات tepals، والتي هي نوعاً ما ملتحمة عند الأصل.لها خمسة أُسدية. البذور يرفق الجنين دوامة، ومعظمهم من دون أي بذراء محيطية perisperm.

## التوزيع
ونباتات السويداوات لها تنتشر في جميع أنحاء العالم تقريبا. وتعتبر هذا النباتات هامةً للغطاء النباتي على الشواطئ والموائل الداخلية المالحة. وهي شائعة خصوصا في الأراضي الجافة (القاحلة).

## Photosynthesis pathway
Among the species of Suaedoideae, there are nearly equal numbers of C3-plants and C4-plants. During the evolution of the subfamily, the C4-photosynthesis pathway seems to have been derived from four independent origins: two times with Kranz C4 anatomy in Suaeda section Salsina and Suaeda section Schoberia. Two independent origins of non-Kranz C4 systems are found in Bienertia and Suaeda section Borszczowia. In these plants, the photosynthesis pathways are located without spatial separation in a "single cell C4" type.

## التصنيف

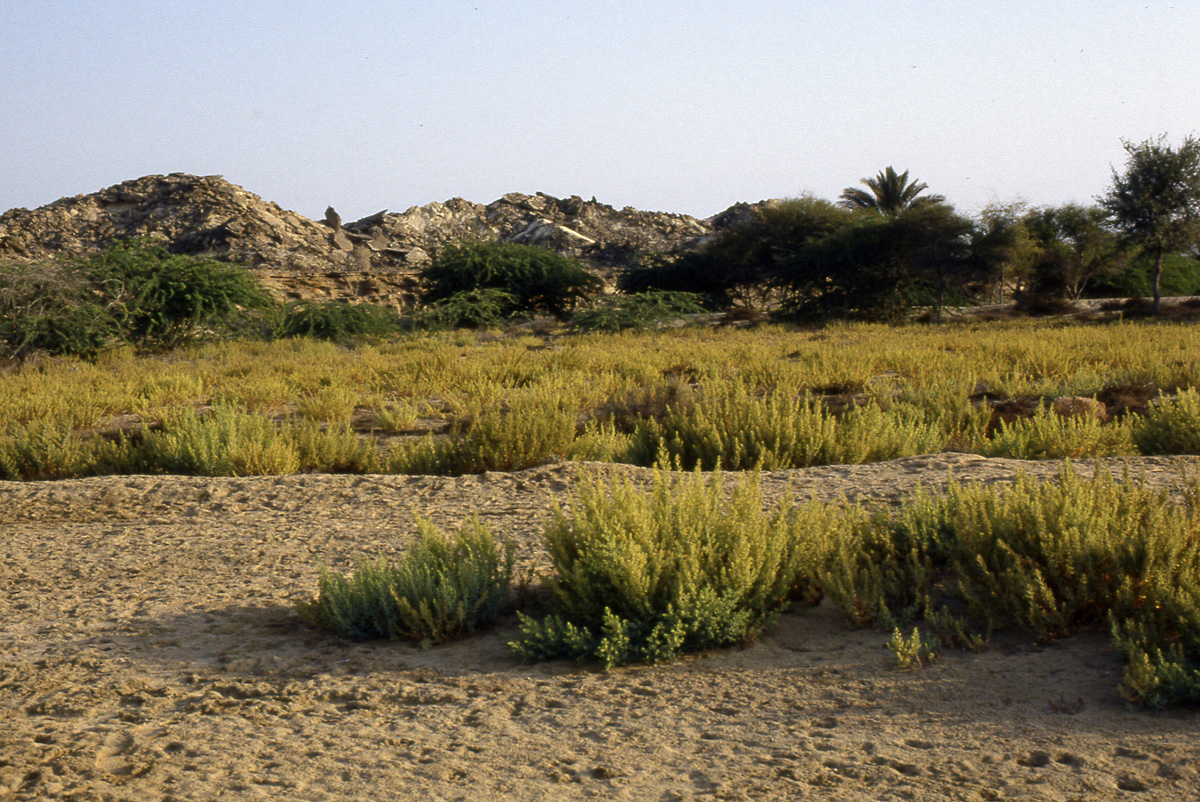
Habitat of طحماء الخليج العربي

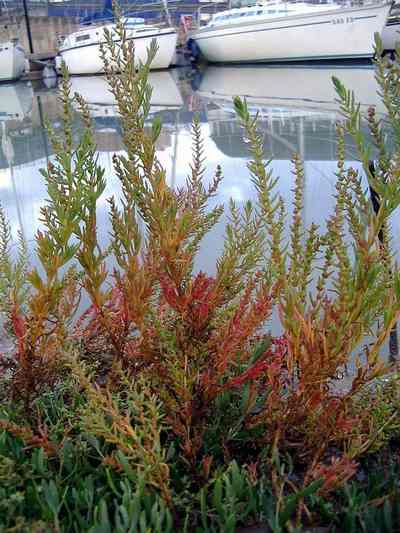
سويداء بحرية

وفقاً لبحث النشوء والتطور من قبل كابرالوف وزملاؤه (Kapralov et al. 2006), فإن السويداوات تنقسم إلى قبيلتين نباتيتين هما:
- قبيلة الطحماوية وتضم جنساً وحيداً:
  - الطحماء وله ثلاثة أنواع:
    - طحماء دائرية الأجنحة Bunge ex Boiss.[3]
    - طحماء الخليج العربي Akhani[4]
    - Bienertia kavirense Akhani [5]
- قبيلة السويداوية وتضم جنساً وحيداً:
  - السويداء مع حوالي 82 نوعاً تنتشر في جميع أنحاء العالم:
    - subgenus Brezia (Moq.) Freitag & Schütze[6]
      - section Brezia (Moq.) Volk

    - subgenus Suaeda
      - section Alexandra (Bunge) Kapralow et al.
      - section Borszczowia (Bunge) Freitag & Schütze[6]
      - section Physophora Iljin
      - section Salsina Moq. s.l. (sensu Schütze et al.)[6]
      - section Schanginia (C.A.Meyer) Volk
      - section Schoberia (C.A.Meyer) Volk
      - section Suaeda